# Linda Hayes
Linda Hayes (de son vrai nom Bertha Williams) est une  chanteuse de rhythm and blues américaine, né à Elizabeth, dans le New Jersey en 1923 et active de 1952 à 1956.

## Carrière
En 1952, Linda Hayes enregistre ses premiers titres pour le label Recorded in Hollywood. Elle chante souvent accompagnée par le sextette de Red Callender. En 1954, elle rejoint le label King Records. Elle y enregistre Please Have Mercy avec les Platters, dont fait partie son frère Tony Williams.
Elle disparaît de la scène musicale en 1956.

## Answer songs
Linda Hayes est restée connue pour avoir enregistré des « answer songs », c’est-à-dire des chansons qui répondent aux textes d’autres morceaux sortis en disque, une pratique courante dans le rhythm and blues de l’époque. Au titre de Willie Mabon, « I Don’t Know », elle rétorque par le morceau « Yes I Know (What You’re Putting Down) ». Le plus célèbre de ces exercices de style est cependant la chanson « My Name Ain't Annie », réplique aux paroles suggestives du tube de Hank Ballard, « Work with Me, Annie ».

## Discographie
- Yes I know (Recorded in Hollywood)
- Atomic Baby (Recorded in Hollywood)
- My Name Ain’t Annie (Federal Records)